# 薄云母蛤
是弯锦蛤目绫衣蛤科绫衣蛤属的一种。主要分布于韩国、中国大陆、台湾，常栖息在浅海沙底、近岸浅水区、水深7－38米以内，以水深12－25米居多。